# 春月堂利長
春月堂 利長（しゅんげつどう りちょう、生没年不詳）とは江戸時代の浮世絵師。

## 来歴
春徳斎利英の門人。明和9年（1772年）の年記のある肉筆模写本『絵本舞台扇』を師の利英とともに描いている。